# Eddie (cratera)
A cratera Eddie é uma cratera no quadrângulo de Elysium em Marte localizada a 12.3° latitude norte e 217.9° longitude oeste.  Ela possui 89 km em diâmetro e recebeu o nome de  Lindsay Eddie, um astrônomo sul-africano (1845-1913).